# Heaven Can Wait (1978)
Heaven Can Wait is een komedie/fantasyfilm uit 1978 geregisseerd door Warren Beatty. De hoofdrollen werden gespeeld door Julie Christie, James Mason en Warren Beatty zelf. De film is gebaseerd op een toneelstuk van Harry Segall.
De film werd genomineerd voor negen Oscars, waaronder de Oscar voor Beste Film. De film wist uiteindelijk een nominatie te verzilveren. 

## Rolverdeling
| Acteur           | Personage                                |
| ---------------- | ---------------------------------------- |
| Warren Beatty    | Joe Pendleton/Leo Farnsworth/Tom Jarrett |
| Julie Christie   | Betty Logan                              |
| James Mason      | Mr. Jordan                               |
| Jack Warden      | Max Corkle                               |
| Charles Grodin   | Tony Abbott                              |
| Dyan Cannon      | Julia Farnsworth                         |
| Buck Henry       | The Escort                               |
| Vincent Gardenia | Detective Lieutenant Krim                |
| Joseph Maher     | Sisk                                     |
| Hamilton Camp    | Bentley                                  |
| Arthur Malet     | Everett                                  |
| Stephanie Faracy | Corinne                                  |
| Jeannie Linero   | Lavinia                                  |
| John Randolph    | Former owner                             |
| Richard O'Brien  | Former owner's advisor                   |
| Deacon Jones     | Gorman                                   |
| Les Josephson    | Owens                                    |
| Jack Snow        | Cassidy                                  |
| Jim Boeke        | Kowalsky                                 |

## Prijzen en nominaties
| Jaar | Prijs                       | Categorie                                      | Genomineerde(n) | Uitslag     |
| ---- | --------------------------- | ---------------------------------------------- | --------------- | ----------- |
| 1979 | Academy Awards              | Beste film                                     | Beste film      | Genomineerd |
| 1979 | Beste regisseur             | Warren Beatty en Buck Henry                    | Genomineerd     |             |
| 1979 | Beste acteur                | Warren Beatty                                  | Genomineerd     |             |
| 1979 | Beste acteur in een bijrol  | Jack Warden                                    | Genomineerd     |             |
| 1979 | Beste actrice in een bijrol | Dyan Cannon                                    | Genomineerd     |             |
| 1979 | Beste productieontwerp      | Paul Sylbert, Edwin O'Donovan en George Gaines | Gewonnen        |             |
| 1979 | Beste camerawerk            | William A. Fraker                              | Genomineerd     |             |
| 1979 | Beste originele muziek      | David Grusin                                   | Genomineerd     |             |
| 1979 | Beste bewerkte scenario     | Elaine May en Warren Beatty                    | Genomineerd     |             |